# Kurt Thomas (Basketballspieler)
Kurt Vincent Thomas (* 4. Oktober 1972 in Dallas, Texas) ist ein ehemaliger US-amerikanischer Basketballspieler, der von 1995 bis 2013 in der NBA aktiv war.

## Karriere
Nachdem er die Hillcrest High School in Dallas besuchte, ging er auf die Texas Christian University. In seiner Senior-Saison 1994/95 führte er die NCAA in Punkten (28,9 Punkte pro Spiel) und Rebounds (14,6 Rebounds pro Spiel) an. Er war erst der dritte Spieler in der Geschichte, der dies in einer Saison erreichen konnte. Thomas wurde daraufhin im NBA Draft 1995 an zehnter Stelle von den Miami Heat ausgewählt.
Am 14. Februar 1997 wurde er zusammen mit Predrag Danilović und Martin Müürsepp im Tausch für Jamal Mashburn an die Dallas Mavericks abgegeben. Aufgrund einer langwierigen Verletzung verpasste er fast die komplette Saison 1997/98 und wurde am 5. Dezember 1997 von den Mavericks als Assistenztrainer aufgestellt.
Am 22. Januar 1999 bekam er einen Vertrag bei den New York Knicks, wo er viele Jahre Stammspieler auf der Power-Forward-Position war und mit den Knicks 1999 das NBA-Finale erreichte. In seinen besten Jahren bei den Knicks kam Thomas auf 14 Punkte und 10 Rebounds im Schnitt.
Am 28. Juni 2005 wurde er zusammen mit den Draftrechten an Dijon Thompson zu den Phoenix Suns getradet. Die Knicks erhielten im Gegenzug Quentin Richardson, die Draftrechte an Nate Robinson und zusätzliche Geldleistungen.
Am 20. Juli 2007 wurde Thomas an die Seattle SuperSonics abgegeben, die ihn jedoch noch im Laufe der Saison 2007/08 an die San Antonio Spurs weiterreichten. Die Sonics bekamen dafür Brent Barry, Francisco Elson und einen Erstrunden-Draftpick von 2009.
Nach einer Saison bei den Chicago Bulls wechselte Thomas zur Saison 2011/2012 zu den Portland Trail Blazers. Seine letzte NBA-Station wurden die New York Knicks, für die er zuvor schon sechs Jahre aktiv war.
Nachdem sein Vertrag am 12. April 2013 aufgelöst worden war, beendete Thomas seine NBA-Karriere im Alter von 40 Jahren.